# اس‌اس الگول (تی-ای‌کی‌آر-۲۸۷)
اس‌اس الگول (تی-ای‌کی‌آر-۲۸۷) (به انگلیسی: SS Algol (T-AKR-287)) یک کشتی است که طول آن ۹۴۶ فوت ۲ اینچ (۲۸۸ متر) می‌باشد. این کشتی در سال ۱۹۷۲ ساخته شد.